# Kuno Steuben
Kuno S. Steuben bzw. Kuno Sch. Steuben, eigentlich Kuno Schmutnig (* um 1937; † 20. September 2004 in Dalyan) war ein deutscher Segler, der mehrere Bücher veröffentlichte.

## Leben
Schmutnigs Eltern hatten ein Geschäft. Kuno Schmutnig wurde von einer Gouvernante betreut und erzogen, bis er in ein Internat geschickt wurde. Er begann ein Medizinstudium, das er jedoch aufgab, um zu reisen. Als Schüler arbeitete Schmutnig in den Schulferien einmal im Naturmuseum Senckenberg in Frankfurt am Main. Im Sommer 1956 übte Schmutnig mit einem Faltboot in der Nordsee. Im Frühjahr 1957 reiste er mit dem Boot im Gepäck nach Izmir und paddelt von dort die Küste entlang südwärts. Das schwere Erdbeben im April 1957 in Fethiye erlebt Schmutnig auf dem Meer. Er fuhr nach Rhodos und paddelte von dort quer über die Ägäis nach Piräus. Im Oktober 1957 kam er auf Korfu an. Im Winter fuhr er ins schwedische Kiruna, durchquerte die Eissteppen Lapplands auf Skiern und verbrachte dort den Winter 1957/58. Im Frühjahr 1958 heuerte Schmutnig bei norwegischen Walfängern an. Im Sommer paddelte er in seinem Faltboot die Rhone hinunter und durch die Camargue. Im Herbst unterschrieb er einen Vertrag für eine Expedition an der Mittelmeerküste nahe Marseille, bei der antike Schiffswracks untersucht werden sollten. Dabei lernte er professionelles Tauchen. Anschließend wurde er Mitglied in einem Filmteam, das eine Unterwasserdokumentation auf den Kanarischen Inseln drehen sollte. Auf der Fähre von Barcelona zu den Kanaren traf er seine spätere Frau Lili, ein Mannequin und Fotomodell.
1959 reiste er mit der Idee, ein Buch zu schreiben, im Spätherbst nach Äthiopien. Zunächst hielt er sich in Addis Abeba auf, um notwendige Genehmigungen zu erlangen. In den ersten Januartagen 1960 baute er an einer Nilbrücke der Straße zwischen Addis Abeba und Debre Markos ein Floß und ließ sich auf dem Blauen Nil rund 300 Kilometer flussabwärts treiben. Am 5. Februar 1960 kam es zu einer Begegnung mit vier Oromo-Männern, in deren Verlauf es zu einem Kampf kam, bei dem Schmutnig, vermutlich aber auch zwei der Oromo verwundet wurden. Etwa zwei Wochen später endete seine Floßfahrt. Geschwächt durch die Verletzung, Dysenterie, Malaria und Mangelernährung strandete Schmutnig am Ufer. Ob er selbst das Plateau von Godscham oberhalb des Nilcanyons erklomm oder ein in der Nähe wohnender Stamm ihn fand, blieb ungewiss. Er wurde gepflegt und schließlich in etwa zehn Tagen begleitet von jeweils lokalen Führern zurück zur Nilbrücke gebracht, von wo er nach Debre Markos gefahren wurde. Seine Erlebnisse veröffentlichte er in dem Buch Zu den Goldquellen der Pharaonen: Allein auf dem reißenden Nil. Das Buch inspirierte Rüdiger Nehberg Anfang der 1970er Jahre, 1972 eine Reise mit dem Paddelboot auf dem Blauen Nil zu unternehmen.
Schmutnig segelte im Sommer 1960 mit seiner Verlobten Lili in einem unmotorisierten 5-m-Fischerboot um den Peloponnes. Im Sommer 1961 segelte er, inzwischen verheiratet, mit seiner Frau mit dem gleichen Boot von Piräus durch die Ägäis zur kleinasiatischen Küste. Auf Kalymnos tauschten sie das Boot gegen ein doppelt so großes, ehemaliges Schwammtaucherschiff von 10 Metern Länge. Sie überholten das Schiff und tauften es Shangrila. Bis in den Herbst 1961 hinein segelten er und seine Frau in den Gewässern um Bodrum. Die Erlebnisse veröffentlichte Schmutnig im Buch Abenteuer mit Shangrila.
1966 verkaufte Schmutnig die Shangrila und wechselte auf den vier Meter langen Katamaran Unikat, auf dem er mit seiner Frau von Izmir bis Manavgat im Golf von Antalya segelte. Die Erfahrungen mündeten 1967 in eine Artikelserie in der Zeitschrift Yacht.
1974 begann er mit seiner Frau, in Sansibar ein Zentrum für Sporttaucher aufzubauen. Er setzte sich für das Hai-Markierungsprogramm im Atlantik ein und gründete in diesem Zusammenhang in Zürich die Tuna-Sportfishing GmbH, die bis 2007 Bestand hatte. 1985 kehrten beide in die Türkei zurück und ließen sich in Dalyan südöstlich von Marmaris nieder, um einen Nationalpark für Öko-Tourismus mitaufzubauen. 2004 verstarb Schmutnig dort.

## Schriften
- Zu den Goldquellen der Pharaonen: Allein auf dem reißenden Nil, Ullstein, Berlin/Frankfurt/Wien 1963
  - ungarische Ausgabe: Tutajjal a fáraók aranybányáihoz: (Egyedül a rohanó Níluson), Bratislava 1966 und Budapest 1966
  - bulgarische Ausgabe: Kǔm zlatnite izvori na faraonite, übersetzt von Simeon Tichov, Profizdat, Sofia 1967
  - englische Ausgabe: Alone on the Blue Nile, Hale, London 1973, ISBN 978-0709133414
- Abenteuer mit Shangrila, Ullstein, Berlin/Frankfurt/Wien 1965
- Vergessene Küste Kleinasien – Entdeckungsreise im Katamaran, vier Artikel in: Yacht, 9/1967 bis 12/1967
- Auf Haie und Großfische in allen Weltmeeren: Fischgründe und Fangmethoden, Parey, Hamburg/Berlin 1973
- mit Gerhard Krefft: Die Haie der sieben Meere: Arten, Lebensweise und sportlicher Fang, Parey, Hamburg/Berlin 1978, ISBN 3-490-12914-8 und 2. Auflage 1989